# Lliçà d'Amunt (kommun)
Lliçà d'Amunt är en kommun i Spanien.   Den ligger i provinsen Província de Barcelona och regionen Katalonien, i den östra delen av landet, 500 km öster om huvudstaden Madrid. Antalet invånare är 14 584. Arean är 22,4 kvadratkilometer. Lliçà d'Amunt gränsar till Santa Eulàlia de Ronçana, Canovelles, Granollers, Lliçà de Vall, Parets del Vallès, Palau-solità i Plegamans och Caldes de Montbui. 
Terrängen i Lliçà d'Amunt är platt.